# Jessica Mauboy
Jessica Mauboy, née le 4 août 1989 à Darwin (Territoire du Nord, Australie), est une chanteuse, auteure-compositrice-interprète et actrice australienne.
En 2006, elle a été finaliste de la quatrième saison de Australian Idol. Elle avait auditionné dans le télé-crochet Alice Springs, dans le territoire nord de l'Australie afin de réussir à enregistrer un disque. Jessica Mauboy a ensuite signé un contrat avec Sony Music Australia.
En février 2007, elle a sorti son premier album live, The Journey, qui s'est classé quatrième du ARIA Albums Chart, et elle a été certifiée disque d'or par l'Australian Recording Industry Association (ARIA). Plus tard dans l'année, elle a brièvement fait partie du groupe Young Divas avant de reprendre sa carrière solo au début de l'année 2008.
Elle a sorti son premier album en studio, Been Waiting, en novembre 2008, dont la chanson Burn s'est classée numéro un, Running Back et Because ont fait partie du top 10 des hits. Been Waiting est devenu le deuxième album australien le plus vendu de l'année 2009 et a été certifié double disque de platine. Le deuxième album en studio de Jessica Mauboy, Get'Em Girls (2010), inclut les singles Saturday Night, What Happened to Us et Inescapable. Le troisième album en studio de la chanteuse, Beautiful, est sorti en 2013 et contient son sixième single apparaissant dans le top 10, Pop a Bottle (Fill Me Up). En 2018, elle représente son pays au Concours Eurovision de la chanson avec la chanson We Got Love.
Jessica Mauboy a reçu treize nominations aux ARIA Music Awards et en a gagné deux. En avril 2013, elle a été placée seizième au classement des 100 plus grands chanteurs australiens de tous les temps du Herald Sun. En plus de sa carrière musicale, Jessica Mauboy s'est aventurée dans une carrière d'actrice. Elle a fait ses débuts dans l'adaptation cinématographique de la comédie musicale 1990 Aboriginal, Bran Nue Dae (2010). Puis, elle a joué dans le film acclamé par la critique, Les Saphirs (2012), qui lui a valu le prix AACTA de la meilleure actrice dans un second rôle.

## Biographie

### 1989-2006: Jeunesse,Australian Idolet premiers succès

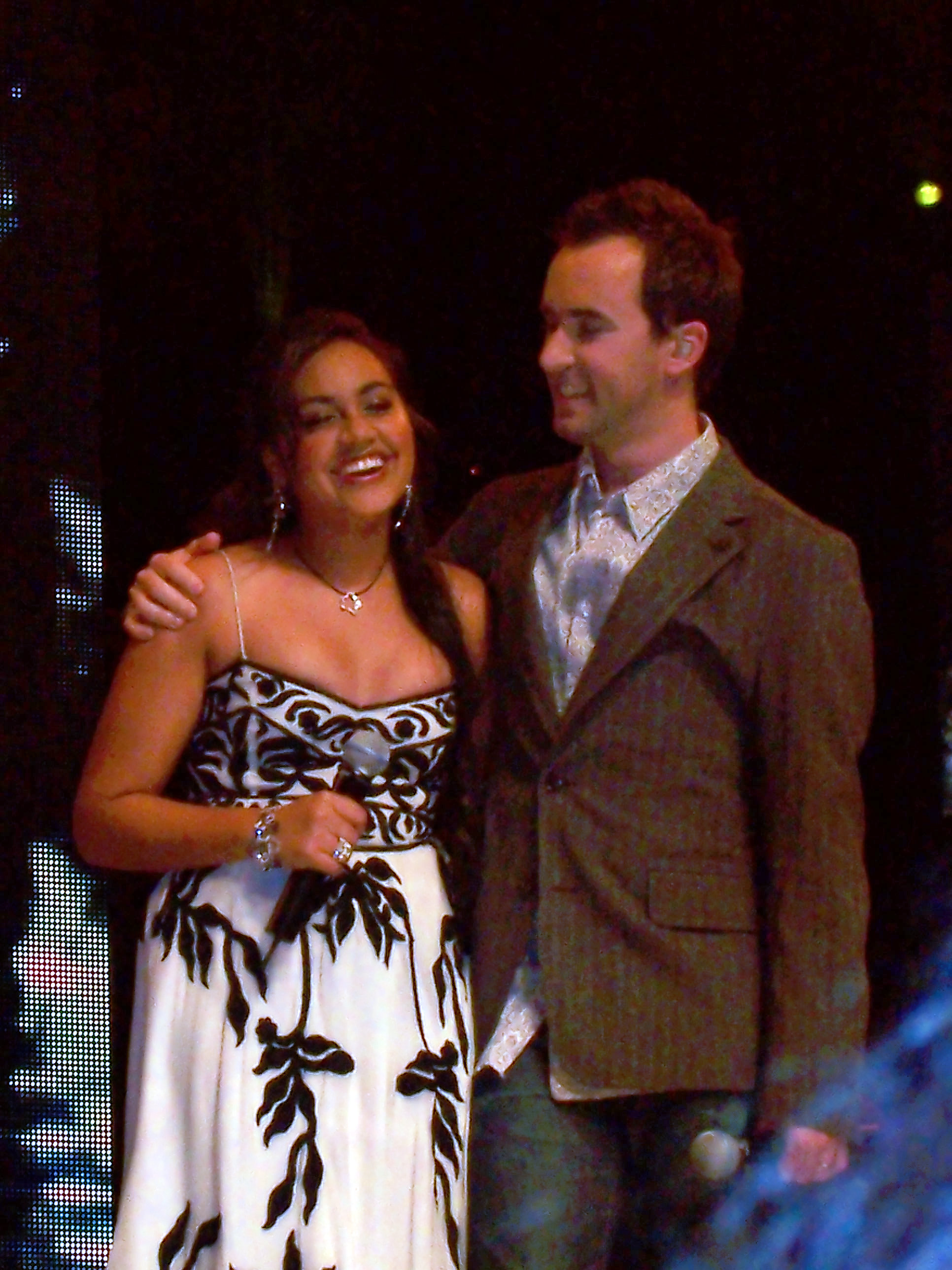
Jessica Mauboy avec Damien Leith pendant la finale d'Australian Idol

Jessica Hilda Mauboy est née le 4 août 1989 et a grandi à Darwin. Son père, Ferdi, est d'origine indonésienne, de l'ouest du Timor. Sa mère, Therese, est une aborigène australienne,,. Jessica Mauboy est la cadette d'une famille de cinq enfants. Dès son plus jeune âge, elle a fait partie de la chorale de l'église locale avec sa grand-mère,. Sa maison était décrite comme « la plus bruyante maison du quartier ». Sa mère chantait souvent, son père jouait de la guitare et le reste de la famille exprimait leur passion pour la musique. Jessica Mauboy a étudié au Wulagi Primary School et Sanderson High School à Darwin.
À l'âge de 14 ans, les talents de Jessica Mauboy ont été exposés à travers le Telstra Road au Tamworth Country Music Festival 2004 à Tamworth en Nouvelle-Galles du Sud. Comme le vainqueur de la compétition, Jessica Mauboy a voyagé jusqu'à Sydney pour obtenir un contrat d'enregistrement avec Sony Music Australia. Elle a ensuite repris le hit de Cyndi Lauper, Girls Just Wanna Have Fun. Un clip de sa version de la chanson est sorti. Cependant, la chanson n'a pas rencontré de succès et Jessica Mauboy est retournée à Darwin jusqu'au jour où elle a auditionné pour une émission de télé-crochet, Australien Idol, en 2006.
Elle a auditionné pour la quatrième saison d'Australian Idol à Alice Springs, au nord de l'Australie. Elle a chanté I Have Nothing de Whitney Houston. Son audition a impressionné tous les juges et elle a accédé aux demi-finales. Les médias ont cité son précédent contrat avec Sony comme un motif de licenciement. Mais le contrat ayant expiré, les producteurs d'Australian Idol ont refusé de la faire partir de l'émission. Tout au long de l'émission, Jessica Mauboy a continué d'impressionner les juges avec ses performances. Pour la finale, elle interprète Walk Away de Kelly Clarkson. Un des juges, Kyle Sandilands a évoqué le poids de Jessica Mauboy en expliquant que si elle voulait réussir dans l'industrie de la musique, elle devrait « perdre son ventre flasque ». Jessica Mauboy apparu abasourdie par le commentaire. Deux ans après cette remarque, dans une interview avec Alicia Neil pour le Who magazine, elle a déclaré : « J'ai un peu pris ça comme une blague... je l'ai prise de façon positive - ça m'a rendu plus forte ».
Durant la neuvième semaine, Jessica Mauboy a eu mal à la gorge, ce qui a eu pour conséquence une mauvaise interprétation d'Another Day in Paradise de Phil Collins. Elle a risqué l'élimination et s'est classée dans les trois derniers. À la suite de cette semaine, elle ne s'est plus jamais classée parmi les derniers et a progressé jusqu'à la finale de l'émission avec Damien Leith. La finale a eu lieu à l'Opéra de Sydney. Une fois que les votes des spectateurs ont été dépouillés, il a été annoncé qu'elle accède à la seconde place de l'émission après Damien Leith.

### 2006-2009:The Journey, Young Divas etBeen Waiting

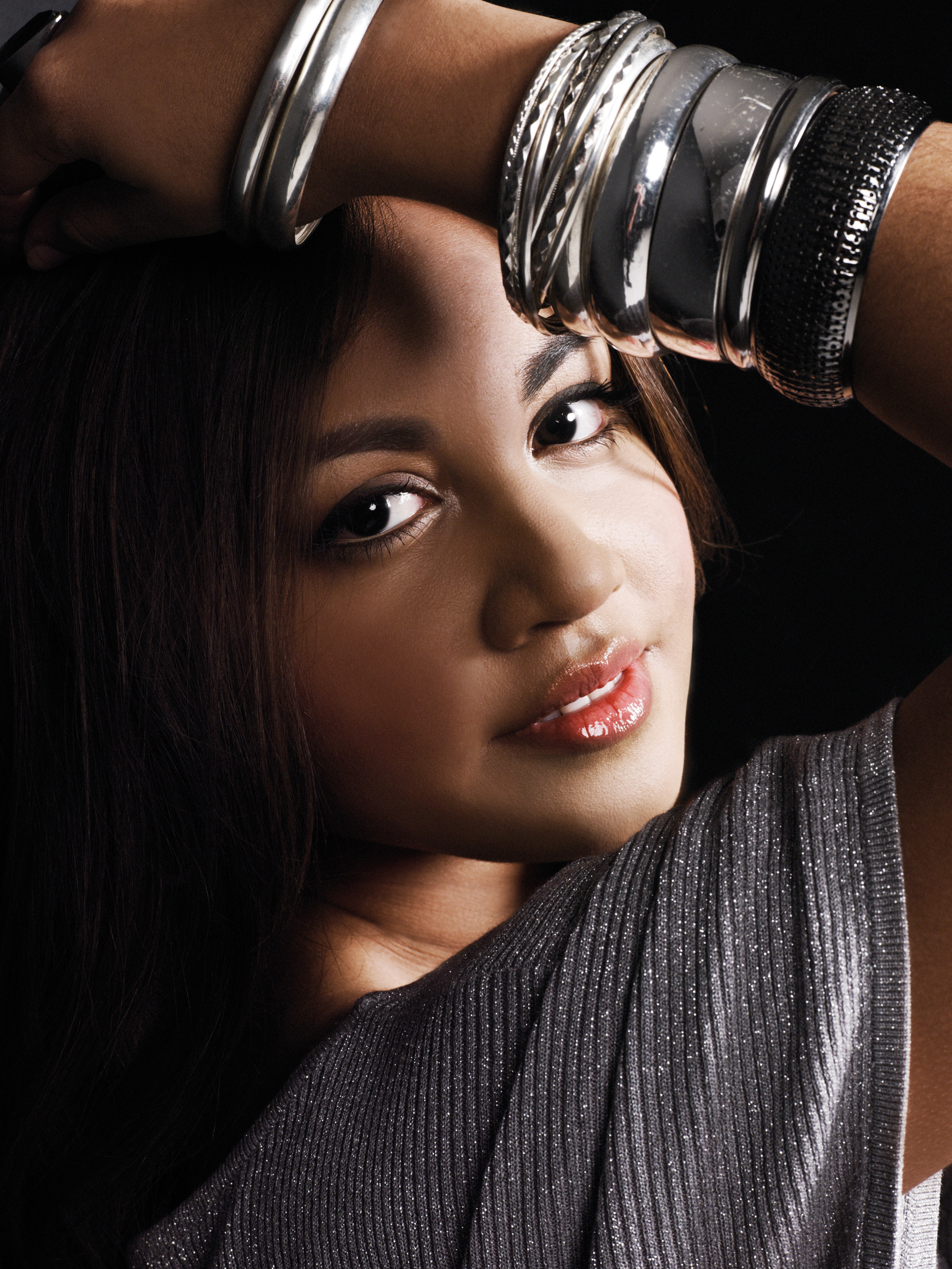
Une publicité de Jessica Mauboy en juillet 2009

En décembre 2006, Jessica Mauboy a signé un contrat d'enregistrement avec Sony Music Australia - deux semaines après que la quatrième saison d'Australian Idol fut terminée. En 2007, elle est apparue dans des publicités pour une marque de produits capillaires, Head & Shoulders.
Le 24 février 2007, elle a sorti en Australie son premier album live, The Journey. L'album contient deux disques. Le premier disque comporte une sélection de chanson que Jessica Mauboy a chanté à partir du top douze d'Australian Idol. Tandis que le deuxième disque inclut un DVD de ses performances durant l'émission. The Journey a débuté numéro 4 sur l'ARIA Albums Chart et a ensuite été certifié disque d'or par l'Australian Recording Industry Association (ARIA),. En septembre, Jessica Mauboy a rejoint comme nouveau membre le groupe Young Divas, en remplacement de l'un des membres originaux (Ricki-Lee Coulter) qui avait quitté en juin le groupe pour se consacrer à sa carrière solo. Le second album du groupe, New Attitude, est sorti le 24 novembre. Le premier single, Turn Me Loose, est sorti le 3 novembre et s'est classé numéro 15 dans le ARIA Singles Chart. L'album s'est classé dixième au ARIA Albums Chart et a été certifié disque d'or,.
Pendant le mois de mars 2008, Jessica Mauboy a participé au programme In2Oz du gouvernement australien, visant à promouvoir des liens plus étroits avec l'Indonésie. Dans le cadre du programme, elle s'est rendue en Indonésie pour un voyage de trois jours. Elle a fait une apparition sur Indonesian Idol où elle a chanté Crazy in Love et Sempurna de Beyoncé Knowles avec les anciens candidats d'Indonesian Idol Mike, Judika et Lucky. C'est à cette époque qu'elle a commencé à travailler sur son premier album en solo. À la suite de sa visite de trois jours en Indonésie, elle est revenue à Sydney pour une session d'enregistrement d'une semaine. En août, elle a annoncé qu'après un an avec le groupe Young Divas, elle avait décidé de le quitter pour se concentrer sur sa carrière solo. Le membre fondateur Paulini avait également décidé de s'écarter, ce qui a laissé Kate DeAraugo et Emily Williams comme seuls membres restants. Leur manager David Champion a déclaré que malgré les changements, un troisième album paraîtrait dans l'année. Toutefois, les membres restants ont ensuite repris leur carrière solo et le groupe s'est officiellement dissous.
Fin 2008, Jessica Mauboy a une nouvelle fois voyagé de Darwin à Sydney et a préparé la sortie de son premier album, Been Waiting. L'album est sorti le 22 novembre, a culminé au numéro 11 et a été certifié double disque de platine pour avoir vendu 140 000 exemplaires,,. Jessica Mauboy co-écrit six chansons de l'album, qui a été produit par Audius Mtawarira, Israël Cruz, Jonas Jeberg, Cutfather, Adam Reily, Fingaz et Kwamé. L'album a reçu des critiques positives. Davey Boy de Sputnikmusic a donné à l'album trois sur cinq étoiles et a écrit que c'est « un début impressionnant donnant à penser qu'elle pourrait faire de la musique de qualité à espérer dans l'avenir lorsqu'elle va arriver à maturité et acquérir de l'expérience ».
Running Back, en duo avec le rappeur américain Flo Rida, est sorti comme le premier single de l'album le 19 septembre. Il s'est classé numéro trois et a été certifié double disque de platine,. Le deuxième single de l'album, Burn, est devenu le premier numéro un de Jessica Mauboy et a été certifié disque de platine. En février 2009, Jessica Mauboy a signé avec UK record label Ministry of Sound. La chanson titre de l'album est sortie comme le troisième single le 6 mars. La chanson s'est classée douzième et a été certifiée disque d'or,. Les singles suivants, Because et Up/Down, se sont classés respectivement numéro 9 et numéro 11 et les deux ont été certifiés disque d'or.
Le 11 décembre 2017, elle a été annoncée comme étant la représentante australienne au Concours Eurovision de la chanson 2018, qui se déroule à Lisbonne, au Portugal. Elle chante la chanson We Got Love au cours de la seconde demi-finale, elle se qualifie pour la finale durant laquelle elle se classe 20e sur 26 avec 99 points.
En 2021 et  2022, elle rejoint le rang des coachs à l'émission The Voice (Australie) auprès de Rita Ora, Keith Urban et Guy Sebastian. Elle revient en 2023 pour une troisième année consécutive en tant que juge lors de la douzième saison du célèbre télé-crochet.

## Discographie
Albums
- 2009: Been Waiting
- 2010 : Get 'Em Girls
- 2013 : Beautiful
- 2016 : The Secret Daughter - The Secret Edition
- 2017 : The Secret Daughter Season Two
- 2019 : Hilda
- 2024 : Yours Forever

### Tournées
- 2012 : Galaxy Tour
- 2013-2014 : To the End of the Earth Tour

Soutiens
- 2009 : I Am… World Tour de Beyoncé Knowles
- 2011 : F.A.M.E. Tour de Chris Brown

## Filmographie

### Cinéma
- 2010 : Bran Nue Dae : Rosie
- 2012 : Les Saphirs : Julie McCrae

### Télévision
- 2011 : The Oprah Winfrey Show : elle-même (saison 25)
- 2011 : Underbelly: Razor : Gloria Starr (épisode 13)
- 2013 : The Voice : elle-même (saison 2)
- 2013 : The Ellen DeGeneres Show : elle-même (saison 10)
- 2013 : Dance Academy : elle-même (saison 3, épisode 11)